# Pentax K-m
Pentax K-m – lustrzanka cyfrowa, wyposażona w rejestrator obrazu formatu APS-C, produkowana przez japoński koncern Hoya właściciela marki Pentax. K-m trafił do sprzedaży w październiku 2008 roku. W USA jest sprzedawana pod nazwą Pentax K2000. 
Aparat posiada mocowanie obiektywów typu KAF2, które umożliwia dołączenie zarówno najnowszych obiektywów serii DA jak i wcześniejszych (wyposażonych w funkcję Power Zoom oraz manualnych) a także za pośrednictwem specjalnego adaptera obiektywów z gwintem M42.

## Cechy aparatu
- Jedna z najmniejszych lustrzanek
- Pentax K-m sprzedawany jest w zestawie z  obiektywami smc DA L 18–55mm lub smc DA L 50 – 200mm. Nowe obiektywy są średnio o 20g lżejsze od swoich poprzedników, posiadają powłoki SP (odporność na kurz)
- Wraz z pojawieniem się „klasycznej” K-mki, Pentax zaprezentował wersję kolekcjonerską. Aparat wraz z paskiem wysadzany jest kryształkami Swarovskiego. Jest ich dokładnie 2750 i wszystkie wysadzane były ręcznie[1].
- Aparat jest oferowany również wersji białej
- Stabilizacja obrazu zintegrowana z korpusem (system Shake Reduction)
- 16 polowy pomiar ekspozycji,
- procesor obrazowy PRIME (Pentax Real Image Engine)
- widoczność 96% kadru w wizjerze
- K-m jest wyposażony w system czyszczenia matrycy Dust Removal (DR), który mechanicznie wstrząsa nią
- W aparacie jest 10 megapikselowa matryca CCD (23.5mm x 15.7mm).
- K-m może być używany z obiektywami manualnymi z bagnetem Pentax K i z gwintem M42 (za pomocą adaptera)
- Stabilizacja obrazu działa z każdym obiektywem
- K-m umożliwia potwierdzenie ostrości z każdym obiektywem

## Specyfikacja
Dane techniczne aparatu
| efektywne piksele   | ok. 10.2 megapikseli |
| głębia kolorów      | 8 bit (JPEG) lub 12 bit (RAW) |
| rozdzielczość zdjęć | JPEG: [10M] 3872 × 2592 pikseli, [6M] 3008 × 2000 pikseli, [2M] 1824 × 1216 pikseli RAW: [10M] 3872 × 2592 pikseli |
| format zapisu       | JPEG, RAW (PNG,DNG), RAW + JPEG |
| czułość             | Auto, Ręczna: 100-3200 (krok 1EV lub 1/2EV lub 1/3EV) |
| pamięć              | SD, SDHC |
| balans bieli        | Auto, dzień, cień, chmury, błysk, światło jarzeniowe (3 tryby), światło żarowe, ręczny |
| wizjer              | układ luster Natural-Bright-Matte II powiększenie 0,85x pole krycia 96% |
| wyświetlacz LCD     | TFT, LCD, regulacja jasności, szeroki kąt podglądu (170 stopni) 2.7-cala 230.000 pikseli |
| tryby tematyczne    | Tryb robienia zdjęcia: aparat-zabawka, wysoki kontrast, zmiękczenie, rozbłyski, retro, wybór jednego koloru Tryb odtwarzania: dodatkowo: ilustracja(kolory pastelowe, znak wodny), HDR, B&W, Sepia, kolor, wyszczuplenie, jasność, manualny  |
| autofokus           | TTL 5-punktowy AF (SAFOX VIII) AF-A, AF-S pojedynczy (z blokadą); AF-C ciągły Ostrzenie ręczne |
| ekspozycja          | TTL 16-segmentowy Matrycowy, centralnie ważony, punktowy |
| Stabilizacja obrazu | System Shake Reduction |
| migawka             | sterowana elektronicznie o przebiegu pionowym 1/4000 – 30 sek. oraz bulb |
| tryby pracy         | zdjęcie poj., zdjęcia seryjne (Hi, Lo), samowyzwalacz (12s, 2s), pilot (0s, 3s), autobraketing ok. 3.5 k/sek, 5 zdjęć (JPEG oraz seryjne (Hi)), 4 klatki (RAW) ok. 1.1k/sek, do zapeł. karty pamięci (JPEG oraz seryjne (Lo)) 4 klatki (RAW) |
| lampa               | Podnoszona, wbudowana lampa P-TTL Liczba przewodnia ok. 11 (ISO 100/m) |
| synchronizacja      | Hot shoe, czas: 1/180 sek., P-TTL, high-speed-sync, tryb bezprzewodowy |
| zasilanie           | 4x AA Opcjonalny zasilacz |
| złącza              | USB2.0 (HI-SPEED)/Video, gniazdo zasilacza |
| mocowanie           | PENTAX KAF2 |
| obiektywy           | PENTAX KAF2-, KAF-, KA, M42 (za pomocą adaptera) |